# Île Trinity (Antarctique)
Pour les articles homonymes, voir Trinity.
L'île Trinity (en espagnol : Isla Trinidad) est une île située dans l'archipel Palmer au large de la péninsule Antarctique.